# 17 Again (Powfu)
17 Again è un singolo del rapper canadese Powfu pubblicato il 17 luglio 2020.

## Tracce
1. 17 Again – 2:45